# BMW M57

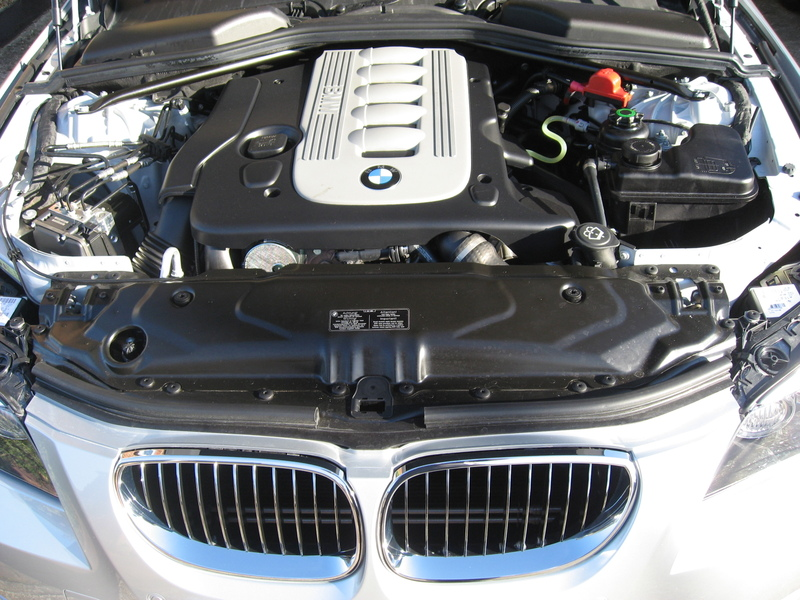
Silnik wysokoprężny BMW M57D30TÜ

BMW M57 – wysokoprężny, 6-cylindrowy silnik rzędowy BMW produkowany od 1998 r. przez Bayerische Motoren-Werke AG. W latach 1999–2002 ta jednostka napędowa otrzymywała główna nagrodę w międzynarodowym konkursie International Engine of the Year w kategorii silników o pojemności skokowej 2,5 do 3 litra. Ponownie w roku 2005 nagroda ta przyznana została zmodyfikowanej wersji tego silnika wyposażonej w technologię dwóch turbosprężarek (Variable Twin Turbo).

## M57D30
| Liczba cylindrów           | 6                                  |
| Średnica cylindrów         | 84 mm                              |
| Skok tłoka                 | 88 mm                              |
| Pojemność                  | 2926 cm3                           |
| Stopień sprężania          | 18,0:1                             |
| Moc maksymalna             | 135 kW (184 KM) przy 4000 obr./min |
| Obroty maksymalne          | 4750 obr./min                      |
| Maksymalny moment obrotowy | 390 Nm przy 1750 obr./min          |

## M57D25 E39
| Liczba cylindrów           | 6                                  |
| Pojemność                  | 2497 cm3                           |
| Moc maksymalna             | 120 kW (163 KM) przy 4000 obr./min |
| Obroty maksymalne          | 4750 obr./min                      |
| Maksymalny moment obrotowy | 350 Nm przy 2000...2500 obr./min   |

## M57D30 E38
| Liczba cylindrów           | 6                                                                     |
| Średnica cylindrów         | 84 mm                                                                 |
| Skok tłoka                 | 88 mm                                                                 |
| Pojemność                  | 2926 cm3                                                              |
| Stopień sprężania          | 18,0:1                                                                |
| Moc maksymalna             | 135 kW (184 KM) przy 4000 obr./min, 142kW (193 KM) przy 4000 obr./min |
| Obroty maksymalne          | 4750 obr./min                                                         |
| Maksymalny moment obrotowy | 410 Nm przy 2000...3000 obr./min                                      |

## M57D30 E39
| Liczba cylindrów           | 6                                  |
| Średnica cylindrów         | 84 mm                              |
| Skok tłoka                 | 88 mm                              |
| Pojemność                  | 2926 cm3                           |
| Stopień sprężania          | 18,0:1                             |
| Moc maksymalna             | 142 kW (193 KM) przy 4000 obr./min |
| Obroty maksymalne          | 4750 obr./min                      |
| Maksymalny moment obrotowy | 410 Nm przy 1750...3200 obr./min   |

## M57TUD30
| Liczba cylindrów           | 6                                  |
| Średnica cylindrów         | 84 mm                              |
| Skok tłoka                 | 90 mm                              |
| Pojemność                  | 2993 cm3                           |
| Stopień sprężania          | 16,5:1                             |
| Moc maksymalna             | 160 kW (218 KM) przy 4000 obr./min |
| Maksymalny moment obrotowy | 500 Nm przy 2000 obr./min          |

## M57TUD30 E46
| Liczba cylindrów           | 6                                  |
| Średnica cylindrów         | 84 mm                              |
| Skok tłoka                 | 90 mm                              |
| Pojemność                  | 2993 cm3                           |
| Stopień sprężania          | 16,5:1                             |
| Moc maksymalna             | 150 kW (204 KM) przy 4000 obr./min |
| Maksymalny moment obrotowy | 410 Nm przy 1500 obr./min          |

## M57TUD30 535d
| Liczba cylindrów           | 6                                      |
| Średnica cylindrów         | 84 mm                                  |
| Skok tłoka                 | 90 mm                                  |
| Pojemność                  | 2993 cm3                               |
| Stopień sprężania          | 16,5:1                                 |
| Moc maksymalna             | 200 kW (272 KM) przy 4400 obr./min     |
| Obroty maksymalne          | 4400 obr./min (chwilowe 5000 obr./min) |
| Maksymalny moment obrotowy | 560 Nm przy 2000 obr./min              |

## M57T2D25
| Liczba cylindrów           | 6                                      |
| Średnica cylindrów         | 84 mm                                  |
| Skok tłoka                 | 90 mm                                  |
| Pojemność                  | 2993 cm3                               |
| Stopień sprężania          | 16,5:1                                 |
| Moc maksymalna             | 145 kW (197 KM) przy 3750 obr./min     |
| Obroty maksymalne          | 4400 obr./min (chwilowe 5000 obr./min) |
| Maksymalny moment obrotowy | 400 Nm przy 1300...3250 obr./min       |

## M57T2D30
| Liczba cylindrów           | 6                                      |
| Średnica cylindrów         | 84 mm                                  |
| Skok tłoka                 | 90 mm                                  |
| Pojemność                  | 2993 cm3                               |
| Stopień sprężania          | 16,5:1                                 |
| Moc maksymalna             | 170 kW (231 KM) przy 4000 obr./min     |
| Obroty maksymalne          | 4400 obr./min (chwilowe 5000 obr./min) |
| Maksymalny moment obrotowy | 500 Nm przy 1750...3000 obr./min       |

## M57N2 - 306D3 (5 E60/61 530d, 3 E90 330d,X5 E703.0d,X6 E7130dX)
| Liczba cylindrów           | 6                                  |
| Średnica cylindrów         | 84 mm                              |
| Skok tłoka                 | 90 mm                              |
| Pojemność                  | 2993 cm3                           |
| Stopień sprężania          | 17,0:1                             |
| Moc maksymalna             | 173 kW (235 KM) przy 4000 obr./min |
| Obroty maksymalne          |                                    |
| Maksymalny moment obrotowy | 520 Nm przy 2000-2750 obr./min     |

## M57N2 - 306D5 (5 E60/61 535d,X5 E703.0sd i 3.5d,X6 E7135dX)
| Liczba cylindrów           | 6                                  |
| Średnica cylindrów         | 84 mm                              |
| Skok tłoka                 | 90 mm                              |
| Pojemność                  | 2993 cm3                           |
| Stopień sprężania          | 17,0:1                             |
| Moc maksymalna             | 210 kW (286 KM) przy 4400 obr./min |
| Obroty maksymalne          |                                    |
| Maksymalny moment obrotowy | 580 Nm przy 1750-2250 obr./min     |